# Ampelisca compacta
Ampelisca compacta är en kräftdjursart. Ampelisca compacta ingår i släktet Ampelisca och familjen Ampeliscidae. Inga underarter finns listade i Catalogue of Life.